# Marcus Aldén
Marcus Aldén, född 25 april 1954, är en svensk teknisk fysiker.
Aldén tog 1978 civilingenjörsexamen i teknisk fysik vid Chalmers tekniska högskola. År 1983 disputerade han i fysik vid Lunds tekniska högskola (LTH). År 1985 blev han docent vid LTH, och 1987–1991 hade han en tjänst som universitetslektor. Från 1992 är han professor vid enheten för förbränningsfysik vid LTH.
Hans forskningområde gäller laserbaserade metoder för att studera förbränningsprocesser.
Aldén invaldes 1999 som ledamot av Kungl. Ingenjörsvetenskapsakademien, 2004 som ledamot av Kungliga Vetenskapsakademien och 2006 som ledamot av Kungliga Fysiografiska Sällskapet i Lund.